# Laurent Bonnart
Laurent Bonnart, född 25 december 1979 i Chambray-lès-Tours, Frankrike, är en fransk fotbollsspelare.
Bonnart spelar för AC Ajaccio sedan 2013. Han har också spelat i Le Mans FC, Olympique de Marseille, AS Monaco och Lille.

## Fotnoter
1. ↑  Base de Datos del Futbol Argentino, BDFA spelar-ID: 60354.[källa från Wikidata]
2. ↑  As, Grupo PRISA, AS.com atlet-id: bonnart/14391.[källa från Wikidata]